# Wereldkampioenschap voetbal onder 17 - 2001
Het negende wereldkampioenschap voetbal onder 17 werd gehouden in Trinidad en Tobago van 13 tot en met 30 september 2001. Spelers geboren na 1 januari 1984 mochten meedoen. Het toernooi werd voor de eerste keer gewonnen door Frankrijk. In de finale werd Nigeria verslagen met 3–0. Burkina Faso werd derde.

## Gekwalificeerde landen
Er deden 16 teams uit zes confederaties mee. Teams konden zich kwalificeren via een jeugdtoernooi dat binnen elke confederatie georganiseerd werd. 
| Confederatie                                   | Kwalificatietoernooi                                                                                  | Gekwalificeerde landen       |
| ---------------------------------------------- | --- | ---------------------------- |
| AFC (Azië)                                     | Aziatisch kampioenschap voetbal onder 16 - 2000 Vietnam, 3–17 september 2000                          | Oman Japan Iran              |
| CAF (Afrika)                                   | Afrikaans kampioenschap voetbal onder 17 - 2001 Seychellen, 17 februari – 3 maart 2001                | Nigeria Burkina Faso Mali    |
| CONCACAF (Noord, Centraal-Amerika & Caribbean) | CONCACAF-kampioenschap voetbal onder 17 - 2001 Honduras en de Verenigde Staten, 18 april – 6 mei 2001 | Costa Rica Verenigde Staten  |
| CONMEBOL (Zuid-Amerika)                        | Zuid-Amerikaans kampioenschap voetbal onder 17 - 2001 Peru, 2–18 maart 2001                           | Brazilië Argentinië Paraguay |
| OFC (Oceanië)                                  | Oceanisch kampioenschap voetbal onder 17 - 2001 Vanuatu en Samoa, 3 december 2000 – 8 april 2001      | Australië                    |
| UEFA (Europa)                                  | Europees kampioenschap voetbal onder 16 - 2001 Engeland, 22 april – 6 mei 2001                        | Kroatië Frankrijk Spanje     |
| Gastland                                       | Gastland                                                                                              | Trinidad en Tobago           |

## Groepsfase

### Groep A
| Teams              | Ptn | Wed | W | G | V  | DV | DT | DS | Resultaat           |
| ------------------ | --- | --- | - | - | -- | -- | -- | -- | ------------------- |
| Brazilië           | 3   | 3   | 0 | 0 | 10 | 2  | +8 | 9  | Naar de kwartfinale |
| Australië          | 3   | 2   | 0 | 1 | 5  | 1  | +4 | 6  | Naar de kwartfinale |
| Kroatië            | 3   | 1   | 0 | 2 | 3  | 8  | −5 | 3  |                     |
| Trinidad en Tobago | 3   | 0   | 0 | 3 | 2  | 9  | −7 | 0  |                     |

|                         |                    |       |                                 |                                                                                                 |
| 13 september 2001 13:00 | Trinidad en Tobago | 1 – 2 | Kroatië                         | Hasely Crawfordstadion, Port of Spain Toeschouwers: 10.500 Scheidsrechter: Giménez Daniel (ARG) |
| 13 september 2001 13:00 | Blackman 57'       |       | Kranjčar 43' (pen.), 67' (pen.) | Hasely Crawfordstadion, Port of Spain Toeschouwers: 10.500 Scheidsrechter: Giménez Daniel (ARG) |

|                         |           |              |          |                                                                                               |
| 14 september 2001 18:00 | Australië | 0 – 1        | Brazilië | Hasely Crawfordstadion, Port of Spain Toeschouwers: 10.800 Scheidsrechter: Benes Michal (CZE) |
| 14 september 2001 18:00 |           | Anderson 76' |          | Hasely Crawfordstadion, Port of Spain Toeschouwers: 10.800 Scheidsrechter: Benes Michal (CZE) |

|                         |                    |           |           |                                                                                                  |
| 16 september 2001 13:00 | Trinidad en Tobago | 0 – 1     | Australië | Hasely Crawfordstadion, Port of Spain Toeschouwers: 25.100 Scheidsrechter: Alexandru Tudor (ROM) |
| 16 september 2001 13:00 |                    | Agius 55' |           | Hasely Crawfordstadion, Port of Spain Toeschouwers: 25.100 Scheidsrechter: Alexandru Tudor (ROM) |

|                         |           |       |                                 |                                                                                                  |
| 16 september 2001 15:30 | Kroatië   | 1 – 3 | Brazilië                        | Hasely Crawfordstadion, Port of Spain Toeschouwers: 25.100 Scheidsrechter: Sibrian Rodolfo (SLO) |
| 16 september 2001 15:30 | Prijić 6' |       | Bruno 7' Bonfim 57' Caetano 77' | Hasely Crawfordstadion, Port of Spain Toeschouwers: 25.100 Scheidsrechter: Sibrian Rodolfo (SLO) |

|                         |                                                              |       |                    |                                                                                               |
| 19 september 2001 17:00 | Brazilië                                                     | 6 – 1 | Trinidad en Tobago | Hasely Crawfordstadion, Port of Spain Toeschouwers: 26.000 Scheidsrechter: Issa Hussein (IRQ) |
| 19 september 2001 17:00 | Malzoni 7' Caetano 16', 41', 59' James 36' (e.d.) Júnior 88' |       | Forbes 61'         | Hasely Crawfordstadion, Port of Spain Toeschouwers: 26.000 Scheidsrechter: Issa Hussein (IRQ) |

|                         |         |                               |           | |
| 19 september 2001 19:30 | Kroatië | 0 – 4                         | Australië | Hasely Crawfordstadion, Port of Spain Toeschouwers: 20.228 Scheidsrechter: Chukwujekwu Chukwudi (NGR) |
| 19 september 2001 19:30 |         | Smith 37' Danze 40', 46', 66' |           | Hasely Crawfordstadion, Port of Spain Toeschouwers: 20.228 Scheidsrechter: Chukwujekwu Chukwudi (NGR) |

### Groep B
| Teams            | Ptn | Wed | W | G | V  | DV | DT | DS | Resultaat           |
| ---------------- | --- | --- | - | - | -- | -- | -- | -- | ------------------- |
| Nigeria          | 3   | 3   | 0 | 0 | 8  | 1  | +7 | 9  | Naar de kwartfinale |
| Frankrijk        | 3   | 2   | 0 | 1 | 11 | 6  | +5 | 6  | Naar de kwartfinale |
| Japan            | 3   | 1   | 0 | 2 | 2  | 9  | −7 | 3  |                     |
| Verenigde Staten | 3   | 0   | 0 | 3 | 3  | 8  | −5 | 0  |                     |

|                         |                  |         |       |                                                                                          |
| 14 september 2001 17:00 | Verenigde Staten | 0 – 1   | Japan | Dwight Yorkestadion, Bacolet Toeschouwers: 7.500 Scheidsrechter: De Oliveira Paulo (BRA) |
| 14 september 2001 17:00 |                  | Abe 43' |       | Dwight Yorkestadion, Bacolet Toeschouwers: 7.500 Scheidsrechter: De Oliveira Paulo (BRA) |

|                         |                     |       |                      |                                                                                       |
| 14 september 2001 19:30 | Frankrijk           | 1 – 2 | Nigeria              | Dwight Yorkestadion, Bacolet Toeschouwers: 7.000 Scheidsrechter: Ramdhan Ramesh (TRI) |
| 14 september 2001 19:30 | Sinama Pongolle 87' |       | Shaibu 24' Brown 75' | Dwight Yorkestadion, Bacolet Toeschouwers: 7.000 Scheidsrechter: Ramdhan Ramesh (TRI) |

|                         |       |                                                       |         |                                                                                                |
| 16 september 2001 16:00 | Japan | 0 – 4                                                 | Nigeria | Dwight Yorkestadion, Bacolet Toeschouwers: 7.500 Scheidsrechter: Cardoso Batista Lucilio (POR) |
| 16 september 2001 16:00 |       | Shaibu 35' Opabunmi 39' Brown 83' Temile 90+1' (pen.) |         | Dwight Yorkestadion, Bacolet Toeschouwers: 7.500 Scheidsrechter: Cardoso Batista Lucilio (POR) |

|                         |                                          |       |                                                    |                                                                                  |
| 16 september 2001 18:30 | Verenigde Staten                         | 3 – 5 | Frankrijk                                          | Dwight Yorkestadion, Bacolet Toeschouwers: 7.000 Scheidsrechter: Im Eun Ju (KOR) |
| 16 september 2001 18:30 | Magee 19' Colombo 28' (e.d.) Johnson 75' |       | Sinama Pongolle 4', 60', 65' Pietre 31' Meghni 48' | Dwight Yorkestadion, Bacolet Toeschouwers: 7.000 Scheidsrechter: Im Eun Ju (KOR) |

|                         |                      |       |                  |                                                                                      |
| 19 september 2001 17:00 | Nigeria              | 2 – 0 | Verenigde Staten | Dwight Yorkestadion, Bacolet Toeschouwers: 7.500 Scheidsrechter: Attison Harry (VAN) |
| 19 september 2001 17:00 | Shaibu 32' Ayuba 58' |       |                  | Dwight Yorkestadion, Bacolet Toeschouwers: 7.500 Scheidsrechter: Attison Harry (VAN) |

|                         |          |       |                                                     |                                                                                       |
| 19 september 2001 19:30 | Japan    | 1 – 5 | Frankrijk                                           | Dwight Yorkestadion, Bacolet Toeschouwers: 7.315 Scheidsrechter: Gimenez Daniel (ARG) |
| 19 september 2001 19:30 | Yano 67' |       | Piètre 11' Sinama Pongolle 13', 54', 57' Drouin 15' | Dwight Yorkestadion, Bacolet Toeschouwers: 7.315 Scheidsrechter: Gimenez Daniel (ARG) |

### Groep C
| Teams        | Ptn | Wed | W | G | V | DV | DT | DS | Resultaat           |
| ------------ | --- | --- | - | - | - | -- | -- | -- | ------------------- |
| Argentinië   | 3   | 2   | 1 | 0 | 9 | 4  | +5 | 7  | Naar de kwartfinale |
| Burkina Faso | 3   | 1   | 2 | 0 | 4 | 3  | +1 | 5  | Naar de kwartfinale |
| Spanje       | 3   | 1   | 0 | 2 | 4 | 6  | −2 | 3  |                     |
| Oman         | 3   | 0   | 1 | 2 | 2 | 6  | −4 | 1  |                     |

|                         |              |       |                           |                                                                                             |
| 15 september 2001 16:00 | Oman         | 1 – 2 | Spanje                    | Ato Boldonstadion, Couva Toeschouwers: 7.500 Scheidsrechter: Richard Contreras Samuel (DOM) |
| 15 september 2001 16:00 | Al Hinai 22' |       | F. Torres 50' Melli 90+2' | Ato Boldonstadion, Couva Toeschouwers: 7.500 Scheidsrechter: Richard Contreras Samuel (DOM) |

|                         |                              |       |                       |                                                                                  |
| 15 september 2001 18:30 | Argentinië                   | 2 – 2 | Burkina Faso          | Ato Boldonstadion, Couva Toeschouwers: 7.500 Scheidsrechter: Attison Harry (VAN) |
| 15 september 2001 18:30 | Correa 2' López 90+2' (pen.) |       | Sanou 22' Conombo 79' | Ato Boldonstadion, Couva Toeschouwers: 7.500 Scheidsrechter: Attison Harry (VAN) |

|                         |        |                  |              |                                                                                              |
| 17 september 2001 17:00 | Spanje | 0 – 1            | Burkina Faso | Manny Ramjohnstadion, Marabella Toeschouwers: 7.500 Scheidsrechter: Jakobsson Kristinn (ISL) |
| 17 september 2001 17:00 |        | Sanou 41' (pen.) |              | Manny Ramjohnstadion, Marabella Toeschouwers: 7.500 Scheidsrechter: Jakobsson Kristinn (ISL) |

|                         |      |                                       |            |                                                                                        |
| 17 september 2001 19:30 | Oman | 0 – 3                                 | Argentinië | Manny Ramjohnstadion, Marabella Toeschouwers: 7.500 Scheidsrechter: Evehe Divine (CMR) |
| 17 september 2001 19:30 |      | López 10' Tevez 37' Colace 52' (pen.) |            | Manny Ramjohnstadion, Marabella Toeschouwers: 7.500 Scheidsrechter: Evehe Divine (CMR) |

|                         |              |       |              |                                                                                    |
| 20 september 2001 17:00 | Burkina Faso | 1 – 1 | Oman         | Ato Boldonstadion, Couva Toeschouwers: 7.000 Scheidsrechter: Alexandru Tudor (ROU) |
| 20 september 2001 17:00 | Nikiema 22'  |       | Al-Hinai 33' | Ato Boldonstadion, Couva Toeschouwers: 7.000 Scheidsrechter: Alexandru Tudor (ROU) |

|                         |                     |       |                                                     |                                                                                    |
| 20 september 2001 19:30 | Spanje              | 2 – 4 | Argentinië                                          | Ato Boldonstadion, Couva Toeschouwers: 9.300 Scheidsrechter: Sibrian Rodolfo (SLO) |
| 20 september 2001 19:30 | Bauzà 23' Senel 30' |       | Colace 3' (pen.) López 57' Zabaleta 72' Aguirre 83' | Ato Boldonstadion, Couva Toeschouwers: 9.300 Scheidsrechter: Sibrian Rodolfo (SLO) |

### Groep D
| Teams      | Ptn | Wed | W | G | V | DV | DT | DS | Resultaat           |
| ---------- | --- | --- | - | - | - | -- | -- | -- | ------------------- |
| Costa Rica | 3   | 2   | 0 | 1 | 5 | 2  | +3 | 6  | Naar de kwartfinale |
| Mali       | 3   | 2   | 0 | 1 | 4 | 2  | +2 | 6  | Naar de kwartfinale |
| Paraguay   | 3   | 2   | 0 | 1 | 5 | 6  | −1 | 6  |                     |
| Iran       | 3   | 0   | 0 | 3 | 2 | 6  | −4 | 0  |                     |

|                         |            |       |                           |                                                                                  |
| 15 september 2001 16:00 | Mali       | 1 – 2 | Paraguay                  | Larry Gomesstadion, Arima Toeschouwers: 4.500 Scheidsrechter: Issa Hussein (IRQ) |
| 15 september 2001 16:00 | Traore 76' |       | López 52' Jara 86' (pen.) | Larry Gomesstadion, Arima Toeschouwers: 4.500 Scheidsrechter: Issa Hussein (IRQ) |

|                         |      |                         |            |                                                                                          |
| 15 september 2001 18:30 | Iran | 0 – 2                   | Costa Rica | Larry Gomesstadion, Arima Toeschouwers: 6.500 Scheidsrechter: Chukwujekwu Chukwudi (NGR) |
| 15 september 2001 18:30 |      | Alonso 51' Azofeifa 76' |            | Larry Gomesstadion, Arima Toeschouwers: 6.500 Scheidsrechter: Chukwujekwu Chukwudi (NGR) |

|                         |          |                              |            |                                                                                  |
| 17 september 2001 17:00 | Paraguay | 0 – 3                        | Costa Rica | Larry Gomesstadion, Arima Toeschouwers: 3.500 Scheidsrechter: Benes Michal (CZE) |
| 17 september 2001 17:00 |          | Alonso 75', 84' Azofeifa 82' |            | Larry Gomesstadion, Arima Toeschouwers: 3.500 Scheidsrechter: Benes Michal (CZE) |

|                         |               |       |      |                                                                                    |
| 17 september 2001 19:30 | Mali          | 1 – 0 | Iran | Larry Gomesstadion, Arima Toeschouwers: 3.270 Scheidsrechter: Ramdhan Ramesh (TRI) |
| 17 september 2001 19:30 | Coulibaly 38' |       |      | Larry Gomesstadion, Arima Toeschouwers: 3.270 Scheidsrechter: Ramdhan Ramesh (TRI) |

|                         |            |                          |      |                                                                                       |
| 20 september 2001 17:00 | Costa Rica | 0 – 2                    | Mali | Larry Gomesstadion, Arima Toeschouwers: 4.000 Scheidsrechter: De Oliveira Paulo (BRA) |
| 20 september 2001 17:00 |            | Coulibaly 20' Diarra 33' |      | Larry Gomesstadion, Arima Toeschouwers: 4.000 Scheidsrechter: De Oliveira Paulo (BRA) |

|                         |                               |       |                       |                                                                                        |
| 20 september 2001 19:30 | Paraguay                      | 3 – 2 | Iran                  | Larry Gomesstadion, Arima Toeschouwers: 4.000 Scheidsrechter: Jakobsson Kristinn (ISL) |
| 20 september 2001 19:30 | Pérez Matto 19', 42' Jara 66' |       | Ahmadzadeh 81', 90+3' | Larry Gomesstadion, Arima Toeschouwers: 4.000 Scheidsrechter: Jakobsson Kristinn (ISL) |

## Knock-outfase
|  | kwartfinale                  | kwartfinale              |                              |   | halve finale                 | halve finale                 |   |  | finale | finale |
|  |                              |                          |                              |   |                              |                              |   |  |        |        |
|  | 23 september – Port of Spain |                          |                              |   |                              |                              |   |  |        |        |
|  |                              |                          |                              |   |                              |                              |   |  |        |        |
|  | Frankrijk                    | 2                        |                              |   |                              |                              |   |  |        |        |
|  | Frankrijk                    | 2                        | 27 september – Port of Spain |   |                              |                              |   |  |        |        |
|  | Brazilië                     | 1                        |                              |   |                              |                              |   |  |        |        |
|  | Brazilië                     | 1                        | Frankrijk                    | 2 |                              |                              |   |  |        |        |
|  | 24 september – Marabella     |                          | Frankrijk                    | 2 |                              |                              |   |  |        |        |
|  |                              | Argentinië               | 1                            |   |                              |                              |   |  |        |        |
|  | Argentinië                   | Argentinië               | 1                            | 2 |                              |                              |   |  |        |        |
|  | Argentinië                   |                          | 30 september – Port of Spain | 2 |                              |                              |   |  |        |        |
|  | Mali                         | 1                        |                              |   |                              |                              |   |  |        |        |
|  | Mali                         | 1                        | Frankrijk                    | 3 |                              |                              |   |  |        |        |
|  | 23 september – Port of Spain |                          | Frankrijk                    | 3 |                              |                              |   |  |        |        |
|  |                              | Nigeria                  | 0                            |   |                              |                              |   |  |        |        |
|  | Nigeria                      | Nigeria                  | 0                            | 5 |                              |                              |   |  |        |        |
|  | Nigeria                      | 27 september – Marabella |                              | 5 |                              |                              |   |  |        |        |
|  | Australië                    | 1                        |                              |   |                              |                              |   |  |        |        |
|  | Australië                    | 1                        | Nigeria                      | 1 | derde plaats                 | derde plaats                 |   |  |        |        |
|  | 24 september – Marabella     |                          | Nigeria                      | 1 | derde plaats                 | derde plaats                 |   |  |        |        |
|  |                              | Burkina Faso             | 0                            |   | 30 september – Port of Spain | 30 september – Port of Spain |   |  |        |        |
|  | Costa Rica                   | Burkina Faso             | 0                            | 0 | 30 september – Port of Spain | 30 september – Port of Spain |   |  |        |        |
|  | Costa Rica                   |                          |                              |   |                              | Argentinië                   | 0 |  |        |        |
|  | Burkina Faso                 | 2                        |                              |   |                              | Argentinië                   | 0 |  |        |        |
|  | Burkina Faso                 | 2                        | Burkina Faso                 | 2 |                              |                              |   |  |        |        |
|  |                              |                          | Burkina Faso                 | 2 |                              |                              |   |  |        |        |

### Kwartfinales
|                         |              |       |                                   |                                                                                     |
| 23 september 2001 16:30 | Brazilië     | 1 – 2 | Frankrijk                         | Dwight Yorkestadion, Bacolet Toeschouwers: 7.500 Scheidsrechter: Ramdhan Ramesh TRI |
| 23 september 2001 16:30 | Alberoni 70' |       | Sinama Pongolle 38' Le Tallec 40' | Dwight Yorkestadion, Bacolet Toeschouwers: 7.500 Scheidsrechter: Ramdhan Ramesh TRI |

|                         |                                                       |       |            |                                                                                         |
| 23 september 2001 19:30 | Nigeria                                               | 5 – 1 | Australië  | Dwight Yorkestadion, Bacolet Toeschouwers: 8.000 Scheidsrechter: Jakobsson Kristinn ISL |
| 23 september 2001 19:30 | Opabunmi 24' (pen.), 69', 79' Mohammed 81' Temile 85' |       | Engele 86' | Dwight Yorkestadion, Bacolet Toeschouwers: 8.000 Scheidsrechter: Jakobsson Kristinn ISL |

|                         |                          |              |            |                                                                                                 |
| 24 september 2001 16:30 | Argentinië               | 2 – 1 (n.v.) | Mali       | Manny Ramjohnstadion, Marabella Toeschouwers: 8.000 Scheidsrechter: Cardoso Batista Lucilio POR |
| 24 september 2001 16:30 | Rodríguez 38' Fanari 96' |              | Diarra 35' | Manny Ramjohnstadion, Marabella Toeschouwers: 8.000 Scheidsrechter: Cardoso Batista Lucilio POR |

|                         |            |                      |              |                                                                                       |
| 24 september 2001 19:30 | Costa Rica | 0 – 2                | Burkina Faso | Manny Ramjohnstadion, Marabella Toeschouwers: 8.700 Scheidsrechter: Attison Harry VAN |
| 24 september 2001 19:30 |            | Gorogo 56' Sanou 84' |              | Manny Ramjohnstadion, Marabella Toeschouwers: 8.700 Scheidsrechter: Attison Harry VAN |

### Halve finale
|                         |                           |       |            |                                                                                            |
| 27 september 2001 16:30 | Frankrijk                 | 2 – 1 | Argentinië | Hasely Crawfordstadion, Port of Spain Toeschouwers: 9.200 Scheidsrechter: Evehe Divine CMR |
| 27 september 2001 16:30 | Le Tallec 56' Berthod 58' |       | Tevez 49'  | Hasely Crawfordstadion, Port of Spain Toeschouwers: 9.200 Scheidsrechter: Evehe Divine CMR |

|                         |                    |       |              |                                                                                              |
| 27 september 2001 19:30 | Nigeria            | 1 – 0 | Burkina Faso | Larry Gomesstadion, Malabar Toeschouwers: 7.500 Scheidsrechter: Richard Contreras Samuel DOM |
| 27 september 2001 19:30 | Opabunmi 4' (pen.) |       |              | Larry Gomesstadion, Malabar Toeschouwers: 7.500 Scheidsrechter: Richard Contreras Samuel DOM |

### Troostfinale
|                         |            |                        |              |                                                                                             |
| 30 september 2001 15:30 | Argentinië | 0 – 2                  | Burkina Faso | Hasely Crawfordstadion, Port of Spain Toeschouwers: 25.000 Scheidsrechter: Issa Hussein IRQ |
| 30 september 2001 15:30 |            | Gorogo 30' Conombo 78' |              | Hasely Crawfordstadion, Port of Spain Toeschouwers: 25.000 Scheidsrechter: Issa Hussein IRQ |

### Finale
|                         |                                              |       |         |                                                                                                  |
| 30 september 2001 18:00 | Frankrijk                                    | 3 – 0 | Nigeria | Hasely Crawfordstadion, Port of Spain Toeschouwers: 20.790 Scheidsrechter: Lucílio Batista (POR) |
| 30 september 2001 18:00 | Sinama Pongolle 34' Le Tallec 53' Piètre 81' |       |         | Hasely Crawfordstadion, Port of Spain Toeschouwers: 20.790 Scheidsrechter: Lucílio Batista (POR) |